# Reuben Ellis Jenkins

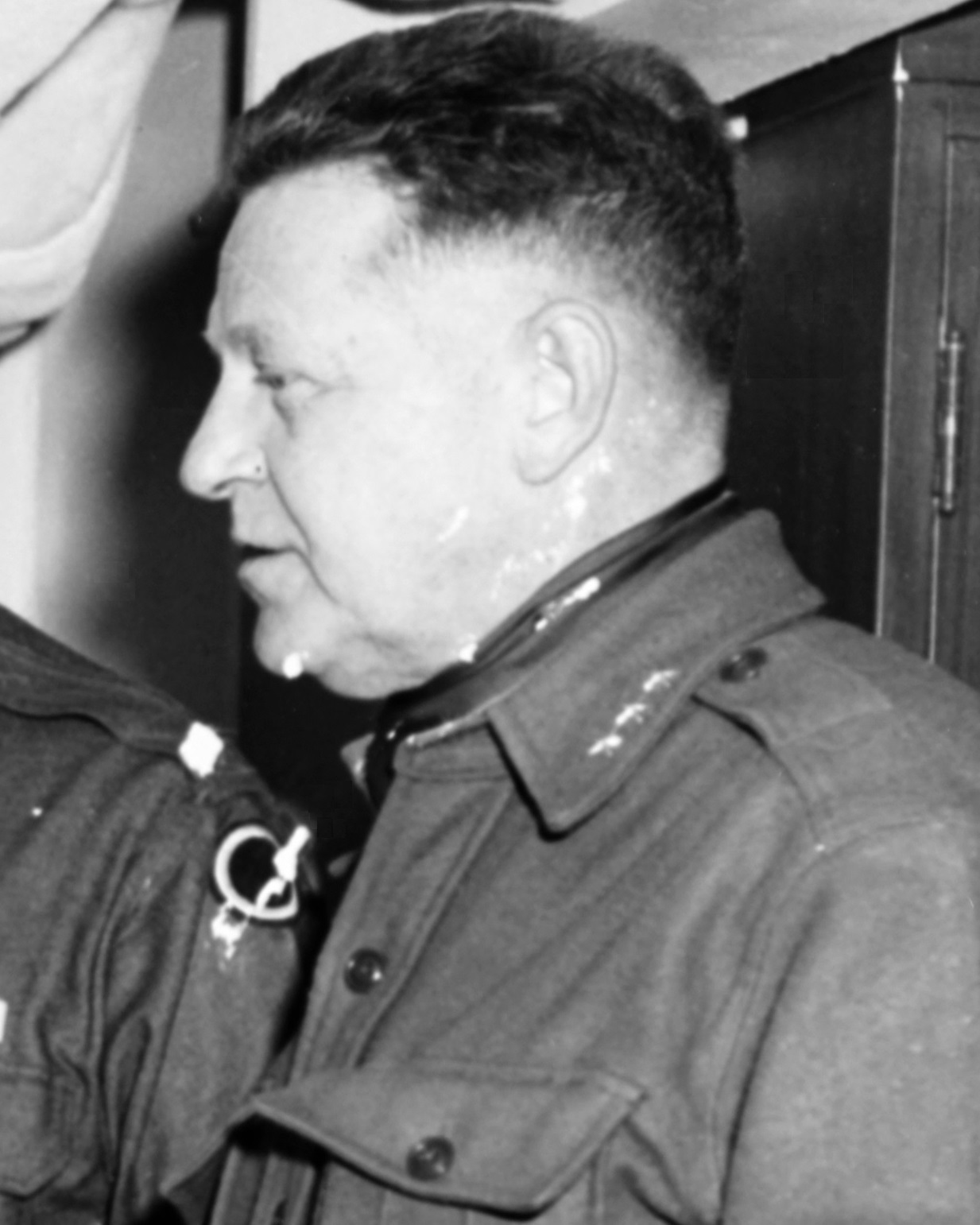
Generalleutnant Reuben Ellis Jenkins (1953)

Reuben Ellis Jenkins (* 14. Februar 1896 in Cartersville, Georgia; † 29. Juli 1975) war ein Generalleutnant der US Army, der unter anderem während des Koreakrieges von 1952 bis 1953 Kommandierender General des IX US Corps sowie danach zwischen 1953 und 1954 Kommandierender General des in Südkorea stationierten X US Corps war.

## Leben

### Eintritt in die US Army und Zweiter Weltkrieg
Reuben Ellis Jenkins trat am 30. April 1917 als Private in die Georgia National Guard ein und wurde am 26. August 1918 als Leutnant (Second Lieutenant) zunächst in die Army of the United States (AUS) sowie am 18. September 1920 rückwirkend zum 1. Juli 1920 als Leutnant in die reguläre US Army übernommen. Nachdem er 1922 den Grundlehrgang an der Infanterieschule (United States Army Infantry School) in Fort Benning absolviert hatte, fand er verschiedene Verwendungen als Offizier der Infanterie. Am 19. Juni 1936 schloss er den zweijährigen Lehrgang an der Command and General Staff School (CGSS) in Fort Leavenworth ab und war zudem 1938 Absolvent des US Army War College (USAWC) in Carlisle, woraufhin er zwischen 1938 und 1941 selbst als Instrukteur an der Command and General Staff School unterrichtete und dort zuletzt am 15. September 1941 zum Oberstleutnant (Lieutenant-Colonel) der AUS ernannt wurde.
Nach dem Eintritt der Vereinigten Staaten in den Zweiten Weltkrieg am 11. Dezember 1941 erfolgte am 1. Februar 1942 die Ernennung von Jenkins zum Oberst (Colonel) der AUS sowie am 24. November 1942 seine Beförderung zum Oberstleutnant der regulären US Army. Für seine militärischen Verdienste wurde ihm durch Allgemeinen Befehl Nr. 45/1943 des Kriegsministeriums (War Department) erstmals die Army Distinguished Service Medal verliehen. Nach seiner Ernennung zum Brigadegeneral (Brigadier-General) der AUS am 25. Mai 1944 war er im weiteren Verlauf des Zweiten Weltkrieges zwischen 1944 und 1945 assistierender Chef des Stabes der in Nordwesteuropa eingesetzten 6th Army Group, deren damaliger Oberkommandierender Generalleutnant Jacob L. Devers war. Für seine Verdienste wurde ihm durch Allgemeinen Befehl Nr. 79/1945 des Kriegsministeriums zum zweiten Mal die Army Distinguished Service Medal und erhielt darüber hinaus den Legion of Merit.

### Nachkriegszeit und Koreakrieg

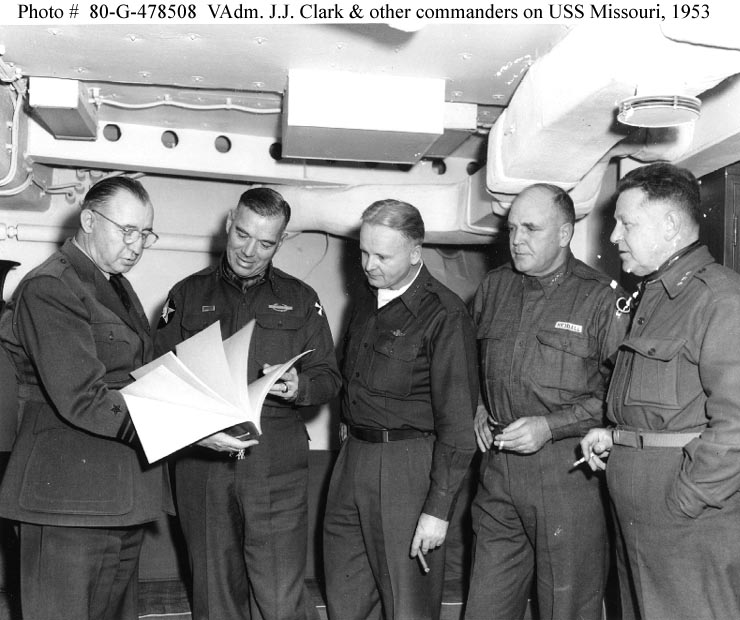
Generalleutnant Jenkins (rechts) bei einer Lagebesprechung während des Koreakrieges (27. Januar 1953)

Nach Kriegsende fungierte Brigadegeneral Reuben Jenkins zwischen 1946 und 1948 als Präsident des Ausschusses für die Bodentruppen des Heeres (Army Ground Forces Board) und im Anschluss von 1948 bis 1951 zunächst als assistierender Direktor sowie zuletzt als Direktor der Gemeinsamen US-Militärförderungs- und Planungsgruppe (Joint US Military Advancement & Planning Group) in Athen. Nach seiner Rückkehr übernahm er zwischen dem 1. August 1951 und dem 4. August 1952 den Posten als Assistierender Chef des Stabes der US-Armee für Operationen (Assistant Chief of Staff for Operations (G-3)) und wurde in dieser Funktion am 4. Mai 1952 zum Generalmajor (Major General) der regulären US-Armee befördert. 
Während des Koreakrieges übernahm er 9. August 1952 den Posten als Kommandierender General des IX US Corps und behielt dieses Kommando bis März 1953. Durch Allgemeinen Befehl Nr. 801 des Hauptquartiers der dortigen Eighth US Army unter Generalleutnant James Van Fleet vom 27. Dezember 1952 wurde ihm für seinen Einsatz im Eisernes Dreieck bei Chorwon am 9. Oktober 1952 das Distinguished Service Cross verliehen. Darüber hinaus wurde er am 6. November 1952 zum Generalleutnant (Lieutenant General) der AUS ernannt. Zum Ende des Koreakrieges übernahm er am 3. März 1953 den Posten als Kommandierender General des in Südkorea stationierten X US Corps und hatte dieses Kommando bis 1954 inne. Zugleich wurde er am 3. März 1953 rückwirkend zum 6. November 1952 zum Generalleutnant befördert. Durch Allgemeinen Befehl Nr. 92 vom 7. Dezember 1953 des Heeresministeriums (US Department of the Army) wurde ihm für seinen Einsatz in Korea in der Zeit vom 9. August 1952 bis zum 13. Oktober 1953 zum dritten Mal die Army Distinguished Service Medal verliehen. Nach seiner Rückkehr schied er 1954 aus dem aktiven Militärdienst aus und trat in den Ruhestand.

### Privates
Reuben Ellis Jenkins war mit Lula Hill Jenkins (1904–1985) verheiratet. Nach seinem Tode wurde er im Memorial Mausoleum des Parkhill Cemetery in Columbus bestattet.

## Auszeichnungen
Auswahl der Dekorationen, sortiert in Anlehnung der Order of Precedence of the Military Awards:
- Distinguished Service Cross
- Army Distinguished Service Medal (3 ×)
- Legion of Merit